# Pekka Korhonen
Pekka Korhonen (21 de agosto de 1955; Suonenjoki, Finlandia) es un politólogo finlandés. Es profesor de política mundial en la Universidad de Jyväskylä. Sus intereses de investigación se refieren a la política mundial y Asia. Actualmente, Korhonen estudia Asia como concepto y reside en Kangasniemi, Savonia del Sur.

## Trabajos
- Hans Morgenthau, intellektuaalinen historia [Hans Morgenthau, historia intelectual]. Jälkisanat Kari Palonen. Universidad de Jyväskylä, Instituto de Ciencias Políticas, Publicaciones No. 46/1983.
- The Geometry of Power. Johan Galtung's Conception of Power [La geometría del poder. La concepción del poder de Johan Galtung]. Tampere Peace Research Institute, Research Reports No. 38, Tampere 1990.
- Japan and the Pacific Free Trade Area [Japón y la Zona de Libre Comercio del Pacífico]. Routledge, Londres & Nueva York, 1994.
- アジアの西の境、京都：国際日本文化研究センター、２０００年 Ajia no Nishi no Sakai. [Frontera occidental de Asia, Kioto: Centro internacional de investigación de estudios japoneses, 2000] Kyoto: Kokusai Nihon bunka kenkyū sentā, 2000.
- Katalin Miklóssy y Pekka Korhonen (eds): The East and the Idea of Europe. [Oriente y la idea de Europa]. Newcastle upon Tyne: Cambridge Scholars Publishing, 2010.
- Olli-Pekka Moisio & Pekka Korhonen & Marja Järvelä & Eeva Lehtonen (eds):Ovia yhteiskuntatieteisiin [Puertas a las Ciencias Sociales] Jyväskylä: Sophi, 2012